# Cesare Zavattini
Cesare Zavattini (ur. 20 września 1902 w Luzzarze, zm. 13 października 1989 w Rzymie) – włoski scenarzysta filmowy, jedna z najważniejszych postaci włoskiego neorealizmu i jego teoretyk.
Zasłynął jako autor scenariuszy do filmów Vittoria De Siki. Współpracował także z takimi reżyserami jak: Giuseppe De Santis, Luchino Visconti, Luigi Zampa, Alessandro Blasetti czy Alberto Lattuada. Członek jury konkursu głównego na 10. MFF w Wenecji (1949) oraz na 11. MFF w Cannes (1958).
W 1983 zadebiutował jako reżyser w autorskim filmie La veritaaaà, w którym zagrał jednocześnie główną rolę – Cesare, pacjenta szpitala psychiatrycznego.

## Filmografia

### Scenarzysta
- 1935 Dam milion (Daro un milione)
- 1942 Podróż w nieznane (Quattro passi fra le nuvole)
- 1943 Dzieci patrzą na nas(inne języki) (I bambini ci guardano)
- 1944 Wrota niebios (La porta del cielo)
- 1946 Dzieci ulicy (Sciuscià)
- 1947 Tragiczny pościg(inne języki) (Caccia tragica)
- 1948 Złodzieje rowerów (Ladri di biciclette)
- 1951 Cud w Mediolanie (Miracolo a Milano)
- 1952 Najpiękniejsza(inne języki) (Bellissima)
- 1952 Umberto D.
- 1952 Płaszcz (Il cappotto)
- 1952 Rzym, godzina 11(inne języki) (Roma, ore 11)
- 1953 Stazione Termini(inne języki)
- 1953 Jesteśmy kobietami (Siamo donne)
- 1953 Miłość w mieście (L’amore in città)
- 1954 Złoto Neapolu(inne języki) (L’oro di Napoli)
- 1956 Dach(inne języki) (Il tetto)
- 1960 Matka i córka (La ciociara)
- 1961 Sąd ostateczny(inne języki) (Il giudizio universale)
- 1962 Boccaccio ’70 (epizod)
- 1962 Więźniowie z Altony(inne języki) (I sequestrati di Altona)
- 1963 Wczoraj, dziś, jutro (Ieri, oggi, domani)
- 1964 Małżeństwo po włosku (Matrimonio all’italiana)
- 1965 Un mondo nuovo
- 1967 Czarownice(inne języki) (Le streghe, epizod)
- 1968 Kochankowie (Amanti)
- 1970 Słoneczniki (I girasoli)
- 1972 Lo chiameremo Andrea
- 1973 Krótkie wakacje(inne języki) (Una breve vacanza)
- 1974 Podróż(inne języki) (Il viaggio)
- 1978 Dzieci Sancheza
- 1982 La veritaaaà(inne języki)[3]